# سنگ‌نوشته‌ها در نیشابور
سنگ‌نوشته‌ها در نیشابور بخشی از آثار تاریخی این شهر است که به چهار گونه «کتیبه تاریخی»، «سنگ نوشته قبر»، «کتیبه‌های سفالین» و «کتیبه‌های نوین» تقسیم می‌شود.

## کتیبه‌های تاریخی
کتیبه‌های تاریخی در نیشابور یادگارهایی از فرمانروایانی است که در این شهر فرمانی را صادر کرده‌اند یا رویدادی را به پایان رسانیده‌اند.

### آرامگاه محمد محروق
یکی از کتیبه‌ها در امامزاده محمد محروق قطعه شعری از زمان شاه سلطان حسین به جای مانده و تاریخ آن ۱۱۱۹ هجری بدین مضمون است:
| در زمان دولت شاهنشه گیتی ستان        |  | آن که در عالم بود چون ابر رحمت سایبان |
| شمع ایوان عدالت خان محمدخان که هست   |  | چهارده معصوم باشد حافظ او در جهان     |
| ساخت مسجد با مصلی در نشابور و نمود   |  | آب تالاگرد را از صافی طیــنت روان     |
| یافت توفیق از خداوند جهان ان خیرخواه |  | یافت توفیق از خداوند جهان ان خیرخواه  |
| یافت توفیق از خداوند جهان ان خیرخواه |  | گشت آباد از سر نو روضه خلد آشیان      |
| از هزار و صد نوزده بودی که کرد       |  | از هزار و صد نوزده بودی که کرد        |

در طرف چپ این کتیبه، کتیبهٔ دیگری است از ناصر الدین شاه قاجار، که دو سهم آب یکی از رودخانهٔ بوژمهران و دیگری از رودخانهٔ فرخک، که دو سهم آب رودخانهٔ فرخک، به وسیلهٔ شاهزاده پرویز میرزا، برای امامزاده وقف شده‌است به سال ۱۲۹۷ هجری.
در زمان شاهنشاه جمجاه اسلام پناه السلطان بن سلطان و الخاقان بن خاقان ناصرالدین شاه قاجار خلد اله ملکه در عهد ایالت نواب مستطاب مالک‌الرقاب عم اکرم شاهنشاه حسام السلطنه مراد میرزا دام الشوکة و تصدیق نواب مستطاب شاهزاده پرویز میرزا دام الجلا له از قرار رقم قدر و توأم مالیات دوسه یکی از میان رودخانهٔ فرخک که وقف امامزاده لازم التعظیم امامزاده محمد محروق و امامزاده ابراهیم می‌باشد به تخفیف ابدی مقرر فرمودند که همه ساله منافع آن را صرف و خرج بقاع منوره ایشان نمایند..

### مسجد جامع
پنج سنگ نوشته در مسجد جامع نیشابور قرار دارد. یکی سنگ نوشته تأسیس است. دو سنگ از شاه عباس صفوی و دو سنگ نوشته دیگر مربوط به تعمیر اساسی مسجد است.
این مسجد، از بناهای قرن نهم هجری و بانی آن پهلوان علی کرخی بوده‌است. صحن این مسجد به شکل چهار گوش است، ایوان‌های بلند، شبستان و محرابی سنگی دارد. کتیبه‌ای از زمان شاه عباس اول‌صفوی در سال ۱۰۲۱ در این بنا نصب شده‌است. کتیبه اصلی مسجد، منظوم و شامل دو بیت به خط ثلث است‌و بر روی ستون شبستان باقی‌مانده‌است. کتیبه منظوم دیگری بر روی سنگ، در بالای محراب نصب شده‌است.
مفاد این کتیبه حاکی از این است که مسجد به دست عباسقلی خان بیات تعمیر شده و به‌دست او بناهایی به‌ساختمان اصلی مسجد افزوده شده‌است. سه فرمان تاریخی از شاه عباس اول صفوی، در روی سنگ درج شده و در دیواره این مسجد نصب شده‌است. متن سه فرمان شامل لغو و تخفیف مالیات، رفع مزاحمت عمال دولتی ازمردم و ساکنان نیشابور است. این بنا در شمار آثار تاریخی ثبت شده‌است.
- کتیبه تأسیس:

| از پهلوان علی ولد خاص با یزید     |  | ماند این بنا بشهر نشابور یادگار    |
| تک مسجدی که کعبه اهل یقین بود     |  | گردد تمام از کرم و فضل و کردگار    |
| اندر زمان خسرو غازی ولیعهد        |  | سلطان حسین حامی دین شاه کامگار     |
| در سال هشتصد و نود و نه بنا شده   |  | جائی که هست سجده گه خلق روزگار     |
| تاریخ این بخوان و دعائی ز روی صدق |  | بر خوان بحق و ساعی و خیرات بر شمار |

- کتیبه محراب:

قوله تعالی:انّ اصحاب الجَنّة الیوم فی شُغلٍ قال الله تعالی یا اَیّتها النّفس المطمئنَّة اِرجعی الی ربّک راضیةً مرضیة فادخلی فی عبادی و ادخلی جنّتی.
- کتیبه تعمیر:

| آسمان مکرمت عباسقلی خان آنکه بود             |  | سرکشان را نقش پا بر درگهش نقش جبین  |
| آن جهان معرفت از معدلت چون آفتاب             |  | سایه گستر ذره پرور فیض بخش عالمین   |
| آنکه در عرش جلالت ذات آن عالی‌نسب             |  | آنکه در قصر عدالت حکم او کرسی نشین  |
| رایت دولت بهر جانب که برافراشتی              |  | فتح و نصرت در رکابش از یسار و یمین  |
| قبه و ایوان این مسجد ز بهر یادگار            |  | ساخت چون خلد برین از فضل رب‌العالمین |
| از علّو همت او سقف او مرفوع شد                |  | می‌زند از رفعتش صد طعنه بر چرخ برین  |
| نه همین تعمیر مسجد کرد وزو معمور شد          |  | بعد افغانی ز ویرانی نشابور این چنین |
| ساخت از بس با صفا رضوان چو دید این آیه خواند |  | «هذه جنات عدن فادخلوها خالدین»      |
| هرکس این بیت‌المقدس دید گفتا از سما           |  | بیت معمورست نازل گشته در این سرزمین |
| فوج فوج قدسیان بهر عبادت ز آسمان             |  | بر زمین آیند تا سایند بر خاکش جبین  |
| صاحب این خانه او را در جزای این عمل          |  | خلد بخشد حشر سازد با امیرالمؤمنین   |
| بود از فرکام او حاجی محمد ساعیش              |  | مشهتر جراح و محبوب قلوب مسلمین      |
| گفت معمار قضا هنگام این بیت شرف              |  | مسجد شهر نشابور از چه دارد چنین     |
| گفتمش ای بی بصریت زیب و زیور یافته‌است        |  | از قدوم زایر این قبله گاه مسلمین    |
| عزت از تعمیر در انجام این عالی بنا           |  | سر بزانو در تفکر بود کلک دوربین     |
| سر ز جا برداشت بر ایوان و لوح او نوشت        |  | مسجد بیت الحرام و قبله گاه مسلمین   |

- کتیبه شاه عباس:

شرایف محمد بیغایت و لطائف اثنیه بی‌نهایت خالقی را سزد که نقاط بدایع و رقوم صنایع را بامرکن از حیز عدم به فضای وجود آورده و حضرات ملوک ذوالاقتدار را از میانه کافه برایا به صفت جلالت و اختیار موصوف کرده‌است و به شیوه عدل و احسان و مأمور فرموده و صلوات بی‌انتها بر حضرت افضل رُسُل و خیر المرسلین و رَحمةًللعالمین و شَفیع المذنبین مُحمّد الامّی المَدَنی و آل اطهار او علیم من صلواة افضلها.

واما بتاریخ شهر رمضان المبارک، سیچقان ئیل، سنه ۱۰۲۱ که ولایات خراسان مضرب سرادقات جاه و جلال نواب اشرف اقدس ارفع سلیمان مکان ظل سبحان متبوع اعاظم خواقین دوران و قبله افاخم و سلاطین جهان قائد عسکری المهدی صاحب الزمان علیه صلوات اله ملک المنان ابوالمطفر شاه عباس الصفوی بهادر خان خلداله ملکه و سلطانه گشته اهالی و رعایا و عجزه ولایات نیشابور را مشمول عواطف بیکران گردانیده و کیفیت احوال اهل آن دیار را از سیادت و نقابت پناه نجابت و هدایت دستگاه ناصر السیادة و النقابة و الدین امیر ابوالمعالیا نیشابوری که در این وقت در رکاب فیروزی انتساب و مورد تلطفات حضرت ظل اللهی بود استفسار نمودند و نقابت پناه مشارٌ‌الیه صورت پریشانی احوال اهل آن دیار را معروض داشته و در باب رفاه حال ایشان احکام مطاعة لازم الاطاعة نافذ گشت حکم جهان مطاع شد آنکه در این وقت بنایر عنایت بیغایت شاهانه و شفقت بلا نهایت پادشاهانه دربارهٔ محترفه بلده نیشابور از ابتدای چهار ماه سیچقان ئیل مال اصناف بلده مذکوره را سوای جهات قسطی به تخفیف و تصدیق مقرر فرمودیم بنابراین حکام و داروغگان و کلانتران عمال بلده مذکوره دستورات را اجرا نموده اصناف مذکور را مرفوع الاقلم دانسته یک دینار و یکمن بار به‌علت مال و اصناف مذکوره و اخراجات خلاف حکم به‌هیچ وجه من الوجوه توجیه ننموده و طلب ننمایند و مال و جهات قسطی را موافق حساب بازیافت نمایند که به تخفیف مقرر نشده مستوفیان عظام کرام دیوان اعلی رقم این عطیه را در دفاتر خلود ثبت نموده و به تخفیف و تصدیق عمل نمایند و از تاریخ مذکوره مسود آن را مؤکد به لعنت نامه نمایند و در عهده دانند. تحریراً فی التاریخ سنة احدی و عشرین بعد الألف، ۱۰۲۱ ه‍. ق
- کتیبه دیگر شاه عباس:

الحمد لله لولیه و الصلوة علی نبیه و آله و عترته اجمعین: اما بعد اینست صورت احکام مطاعه که از بابت رفاه حال رعایا و عجزه نیشابور عز صدوره یافته:
اولاً حکم جهانمطاع شد آنکه در این وقت شمه‌ای از عواطف بینهایت شاهانه و شر ذمّه از الطاف بیغایت خسروانه شامل حال و کافل آمالی آمان و جمهور رعایا و متوطنین و سکنه بلده نیشابور فرموده از ابتداء چهارماهه سیچقان ئیل دروازه‌بانی بلده مذکوره را به تخفیف و تصدیق مقرر فرمودیم که من بعد احدی باین علت یک دینار و یکمن بار از کسی خصوصاً از تجار رونده و آینده طلب ننماید و مستوفیان عظام کرام دیوان اعلی این عارفه را دربارهٔ کافه متوطنین الکاء مذکور مخلد و بر دوام دانسته در دفاتر خلود مؤکد به لعنت نامه ثبت نموده از تیول و تیولداران وضع نمایند و من به به تیول عمل ننمایند خلاف کننده آن را مورد سیاست و غضب پادشاهی دانسته در این ابواب غدغن کرده تخلف نورزند و در عهد دانند. تحریراً فی تاریخ رمضان المبارک سنه ۱۰۲۱ ه‍. ق

### آرامگاه محمد عطار
یک سنگ نوشته در آرامگاه محمد عطار نیشابوری (علاوه بر ستون سنگی و سنگ قبر) نصب شده‌است که مربوط به فرمان فرح پهلوی دربارهٔ بازسازی این بنا است. این سنگ نوشته با جمله «بنام خدای یکتا» شروع می‌شود.
در راستای انجام خواستهای مردم فرهنگ دوست ایران مبنی بر تجلیل مقام و مرتبه بزرگان و مفاخر علمی در گذشته کشور ایران انجمن آثار ملی به تکمیل و تزیین بقعه شیخ فریدالدین محمد عطار نیشابوری عارف و سراینده معروف قرن ششم و هفتم هجری همت گمارد. عارف بزرگوار مزبور در سن نزدیک به هشتاد سالگی بسال ۶۱۸ هجری قمری هنگام قتل‌عام نیشابور به‌دست مغولان کشته شد.
در سال ۸۹۱ هجری از طرف امیر علشیر نوائی آرامگاه بر تربت وی ساخته شد که دست روزگار آن را بویرای کشانید و در سال ۱۳۴۷ هجری قمری از طرف شاهزاده سلطان حسین میرزا نیرالدوله فرمانفرمای وقت خراسان بنای مزبور تعمیر و محوطه محصوری در اطراف بقعه احداث گشت و چون بیش از پنجاه سال فراموشی و بی‌توجهی بر آن گذشت مجدداً ویرانی فراوان یافت.

در خلال سالهای ۱۳۳۸ تا ۱۳۴۱ شمسی از طرف انجمن آثار ملی نسبت به تکمیل بقعه و کاشیکاری نما و غرفه‌های خارجی و اصلاحات مختلف و توسعه محوطه آن اقدام گردید و ضمناً آرامگاه هنرمند فقید محمد غفاری <کمال الملک> که سابقاً بیرون و دور از محوطه بقعه عطار قرار داشت بر اثر وسعت یافتن محوطه مزبور در داخل آن واقع گردید و بنای شیوائی فراخور امکانات انجمن که تا حدی هم در خور مقام هنری استاد فقید بود برای آن احداث گشت.

## کتیبه‌های سفالی
کتیبه‌های سفالی نوشته‌ها بر روی سفال نیشابور است که مشهورترین کتیبه‌ها از نیشابور می‌باشد. این کتیبه‌ها همگی به زبان عربی و به خط کوفی است.

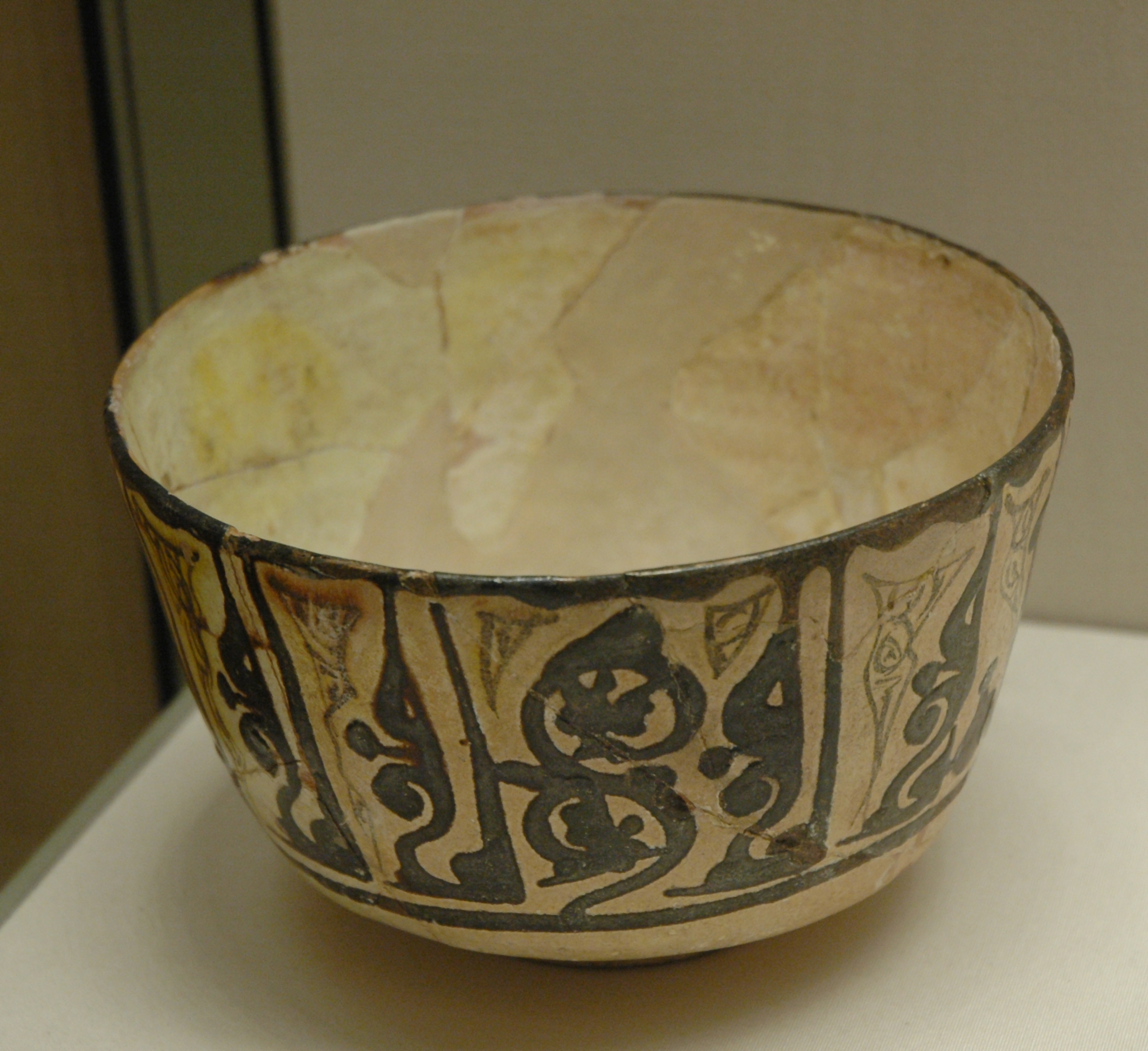
کتیبه ظرفی. منقش به خط کوفی. سده ۱۰ یا ۱۱ میلادی. کشف شده در تپه مدرسه، نیشابور.موزه متروپولیتن نیویورک.
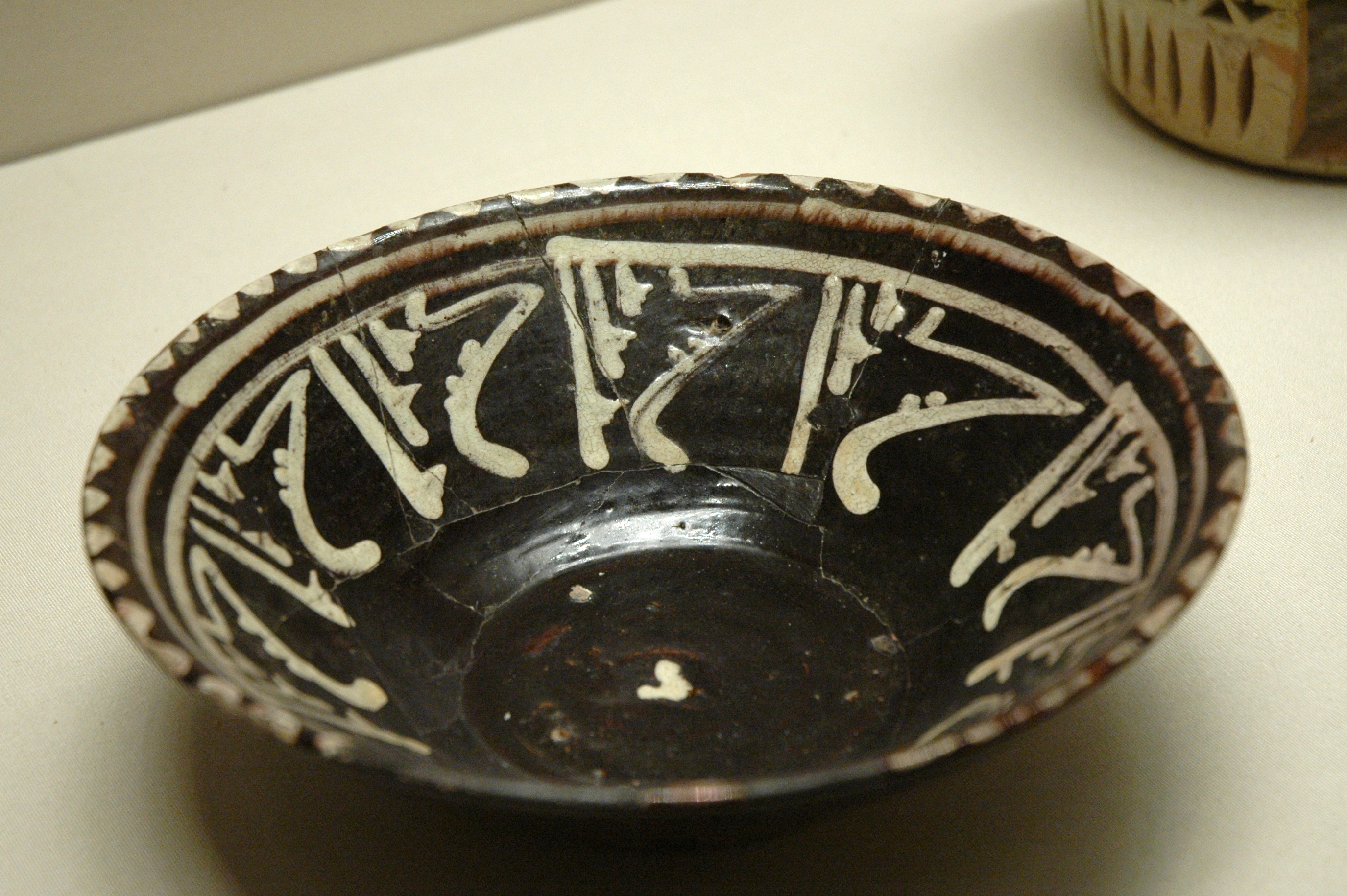
کتیبه ظرفی.ظرف منقش به خط کوفی. سده ۱۰ یا ۱۱ میلادی.، نیشابور.موزه متروپولیتن نیویورک.
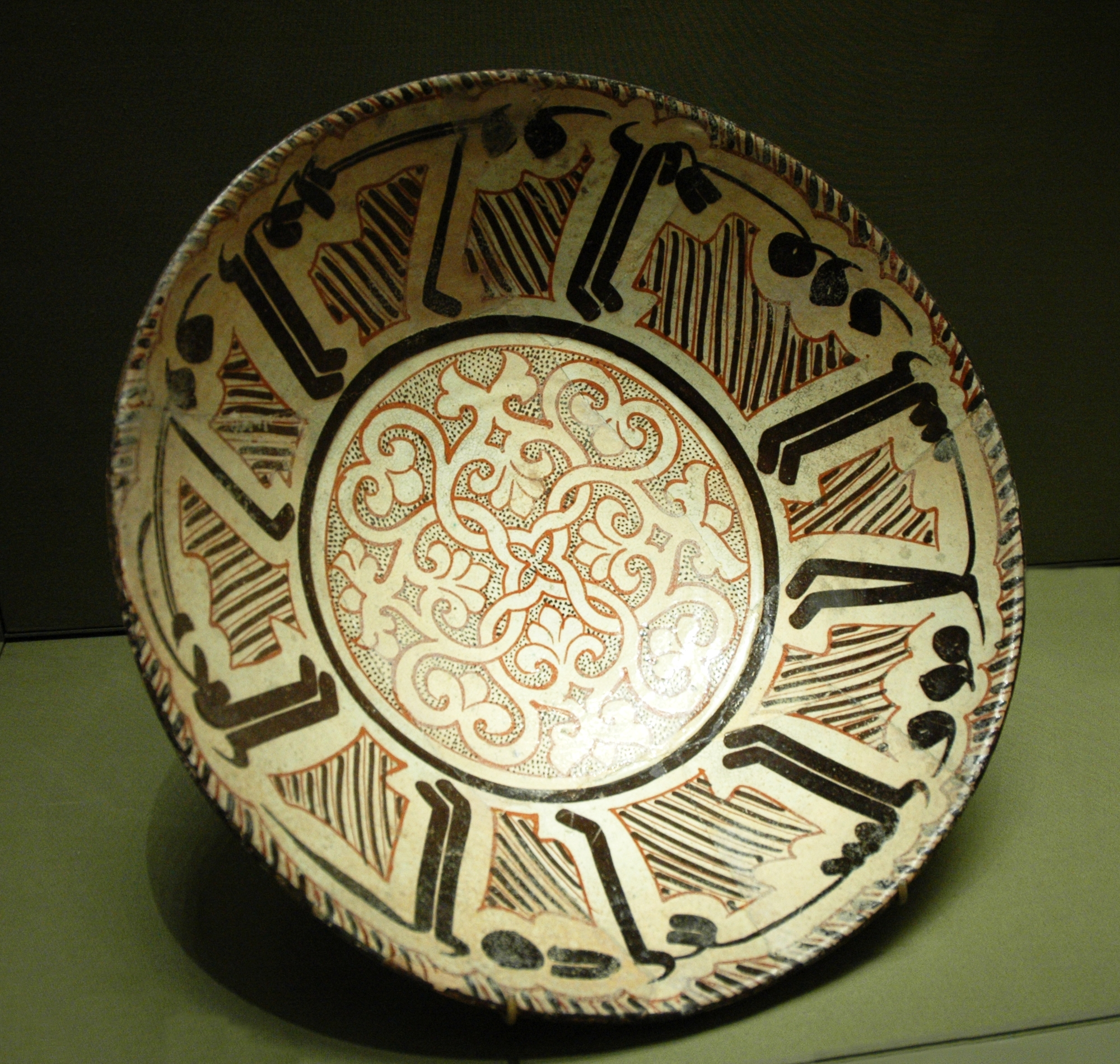
کتیبه ظرفی.ظرف منقش به خط کوفی. سده ۱۰ یا ۱۱ میلادی. کشف شده در تپه مدرسه، نیشابور.موزه متروپولیتن نیویورک.

## سنگ نوشته‌های قبرها

### یحیی بن جعفر
یک سنگ قبر متعلق به یحیی بن جعفر(احتمالاً یحیی بن جعفر سلمی) از نیشابور (محدوده شهر کهن) کشف شده‌است و اکنون در موزه ملی ایران نگهداری می‌شود. این سنگ قبر که به کتیبهٔ کوفی نیشابور نیز مشهور است به زبان عربی و به خط کوفی نوشته شده‌است. متن کتیبه بدین شرح است:
حاشیه سنگ مزار:بسم الله الرحمن الرحیم قل هو الله / احد الله الصمد لم یلد / ولم یولد و لم یکن له کفوا احد.
متن اصلی: بسم / الله الرحمن / الرحیم لا اله /الا الله / محمد رسو/ ل الله صلی/الله علیه و/ سلم هذا/ قبر یحیی / بن جعفر/ رحمه الله / و غفر له / و نضر وجهه / و نور له / فی قبره / و الحقه الله / بمحمد / صلی الله / علیه و سلم.

### ابوعثمان مغربی
نوشته‌ها بر روی سنگ قبر ابو عثمان سعید بن سلام مغربی به دو زبان عربی و فارسی است و با جمله «هو الحی الذی لا یموت» شروع می‌شود.
المرقد شیخ الواصل القطب الملائک المقرب الی الله العلامة سعید بن سلام ابی عمران المغربی المتوفی فی سنة ثلاثمائة و ثلاث و سبعین من هجرة النبویة الله… الخلیفة الشیخ الجلیل ابی علی الکاتب طاب ثراه و اخذ منه الشیخ ابی القاسم الگورکانی قدس الله سره.
آرامگاه شیخ بزرگوار و قطب عالیمقدار حضرت شیخ سعید بن سلام ابی عمران المغربی که در سال ۳۷۳ هجری بلقاء رحمت پرودگار نائل و در این مکان مقدس مدفون گردید. جانشین حضرت شیخ ابوعلی کاتب و خلیفه آنجناب حضرت شیخ ابوالقاسم گرکانی بود طاب ثراهم و جعل الجنة مثواهم.
بانی آقا سیّد مرتضی ذوالشرافتین-راقم الفقیر عباس عشقی قمی تجرینی-جمّار استاد حیدر.
در کنار این نوشته اسامی چهارده معصوم نقش شده‌است.

### محمد عطار

#### سنگ نوشته‌های ستون
یک ستون سنگی مربوط به دوره تیموری به ارتفاع سه متر به صورت عمودی در زیر گنبد آرامگاه عطار نیشابوری قرار دارد. بر بالای آن نام «چهارده معصوم مذهب شیعه دوازده امامی» و این بیت شعر:
| ز مشرق تا به مغرب گر امام است |  | علی و آل او ما را تمام است |

حکاکی شده‌است. در زیر این بیت و نام‌ها عدد ۸۹۱ به خط ثلت سنگ‌تراشی شده که تاریخ ساخت و نصب این ستون است. در ادامه شعری طولانی بقیه فضای این ستون را پر کرده. این شعر فارسی که دارای اشتباهات تاریخی در سال وفات عطار است توسط یک شاعر گمنام ایرانی اهل نیشابور در قرن نهم قمری به «رافعی» سروده شده‌است. این شعر با جمله «بسم الله الرحمن الرحیم» شروع می‌شود.
| هذه جنات عدن فی الدنا          |  | عطر عطار مهجة من دنا        |
| قبر آن عالی مکان است آن که بود |  | خاک راهش دیدهٔ چرخ کبود      |
| شیخ عالم شیخ عطار، فرید        |  | آن که هست اولیا را او مرید  |
| طرفه عطاری که از انفاس او      |  | قاف تا قاف جهان شد مشک بو   |
| در دکانش کاشیان گیرد ملک       |  | شیشه پر قرص لیمو شد فلک     |
| خاک نیشابور تا یوم القیام      |  | آبرو دارد از این عالی مقام  |
| شد زرش را آب نیشابور کان       |  | مولدش زروند و کدکانش مکان   |
| بود در نیشابور هشتاد و دو سال  |  | سی و دو در شادیاخ آسوده حال |
| گشت در وقت هلاکو خان هلاک      |  | در شهادت شد شهیدش جان پاک   |
| عارفان کز دانهٔ دل آگهند        |  | خرمن هستی به مشتی کَه دهند   |
| شد تمام این لوح این عالی مکان  |  | در زمان دوات شاه جهان       |
| حضرت سلطان ابوالغازی حسین      |  | ظل حق پشت و پناه خانقین     |
| آن قدر و قضا صولت که دهر       |  | دشمنش را می‌دهد از نوش زهر   |
| تا شنیده عدل او نوشیروان       |  | گشته از اوصاف او نوشین روان |
| از نهیب عدل آن شاده دلیر       |  | شانه کرده ریش براز پنجه شیر |
| خلد الله تعالی مُلکه            |  | فی بحار العدل اجری فُلکه     |
| شد موافق حضرت میر کبیر         |  | آن ملاذ و ملجأ میر و فقیر   |
| میر دریادل علی شیر آن که هست   |  | چرخ پیش همتش چون خاک پَشت    |
| صاحب خیرات بی کبر و ریا        |  | مظاهر مهر و وفا، جود و سخا  |
| در سخن عطار دوران آمده         |  | صاحب تحقیق را جان آمده      |
| رافعی خت سخن کن بر دعا         |  | ختم مطلب بر دعا بعد از ثنا  |

#### سنگ نوشته قبر
آرامگاه عارف ربانی، سخن سرای نامی، فرید الدین عطار،
هر که او را رفت از میان اینک فنا/ چون فنا گشت از فنا اینک بقا.
سال ولادت پانصد و چهل هجری
تاریخ شهادت شنبه ۱۵ صفر سال ششصد و هجده قمری .

### فضل بن شاذان
هذا ضریح النحریر المتعال و النبیل المفضال ذی العز و الإجلال، شمس ذو البسائط و الافضال، المؤسس الممهد لعلم الکلام، القائم بالقسط لإقامة البراهین لاهتداء الانام، الراوی عن الامامین ابی الحسن علی بن موسی و ابی جعفر الثانی علیهما السلام، زبدة الرواة و نخبة الهداة و قدوه الاجلاء المتکلمین و اسوه الفقهاء المتقدمین، الشیخ العلیم الجلیل الفضل بن شاذان ابن خلیل قد وصل بلقاء ربه فی سنه ۲۶۰
قد ترحم علیه أبو محمد الحسن العسکری فقال رحم‌الله الفضل ثلاثة مرآت و قال ایضاً اغبط اهل خراسان بمکان الفضل بن شاذان و قال محمد بن ابراهیم الوّراق خرجت إلی الحج فدخلت إلی مولای ابی محمد الحسن العسکری و أریته کتاب الفضل بن شاذان فنظر فیه و تصفحه ورقة ورقة و قال هذا صحیح ینبغی أن یعمل به
رحم‌الله الفضل
کتبه فی سنة ۱۲۶۱ قمری

### عمر خیام

#### آرامگاه نخستین
در سال ۱۳۱۳ هـ. ش همزمان با برپائی جشن هزارهٔ فردوسی انجمن آثار ملی ایران آرامگاهی مشتمل بر سکویی چهارگوش و ساختمان سنگی روبازی در محل غرفهٔ قبر عمر خیام در جنب آرامگاه محمد محروق ایجاد نمود. آرامگاه عبارت بود از دو ایوان بالا و پائین و دیوار کوتاه سنگی از سنگ خلج که دراطراف محل قبر و روی قبر که سه یا چهار متر ازدیوار بقعه فاصله داشت بکار رفته بود؛ و نیز یک ستون سنگی به همراه یک رباعی از ملک الشعرای بهار با خط خوش بر آن نقش کردند ولی پس از چند سال این بنای یادبود جمع‌آوری و در وسط میدان خیام نیشابور روبروی دبیرستان خیام نصب شد.
سنگ یادبود اولیه آرامگاه خیام مربوط به دوره پهلوی اول است و اکنون در نیشابور، در این میدان واقع شده و این اثر در تاریخ ۱۳۸۲/۰۵/۰۷ با شمارهٔ ثبت ۹۲۷۰ به‌عنوان یکی از آثار ملی ایران به ثبت رسیده‌است.
رباعی محمد تقی بهار:
| بر تربت خیّام نشین، کام طلب  |  | یک لحظه غم از فرقت ایام طلب  |
| تاریخ بنای بقعه اش گر خواهی |  | راز دل و دین از قبر خیّام طلب |

که مصرع آخر به حروف ابجد ۱۳۱۳، یعنی تاریخ ساخت این بنا است.

#### آرامگاه کنونی

##### پایه‌های بنا
در کتیبه‌های لوزی‌شکل و کاشی‌کاری شده این بنای یادبود خیام، بیست رباعی از خیام به خط تعلیق توسط مرتضی عبدالرسولی در ۱۳۳۹ ش نگاشته‌است؛ که تحت نظارت طراح و معمار بنا، مهندس سیحون انجام شده و نمونه‌ای منحصربه‌فرد از کاربرد خط تعلیق در کتیبه‌نگاری بناها به‌شمار می‌رود. خط تعلیق هر چند امروزه فراموش شده اما نخستین خط ایرانی است و در روزگار خیام در میان کاتبان کاربرد فراوانی داشت.

##### سنگ قبر
کل شیء هالک الا وجهه
آرامگاه حکیم ابوالفتح عُمر بن ابراهیم خیام نیشابوری که بعد از هفتاد و اندی زندگی در سال ۵۱۷ به رحمت ایزدی پیوسته.

##### سنگ نوشته شاه
دو سنگ نوشته مربوط به تأسیس این آرامگاه خیام بر روی دیواری نصب شده‌است که به سنگ نوشتهٔ شاه مشهور است.

### حیدر یغما
آرامگاه حیدر یغما، شاعر خشتمال نیشابوری متوّلد بیستم دیماه ۱۳۰۲ شمسی در روستای صومعه که پس از ۶۴ سال زندگی در اُوج فقر و سرافرازی در دوّم اسفند ۱۳۶۶ جان به جان آفرین تسلیم کرد. گزیده‌ای از قصیدهٔ معروف یغما:
| قرعه دانش بنام خشتمالی می‌زند         |  | آفرین بر خاک شاعر پَروو ایران مَن     |
| من رسالت دارم اندر شعر جای شبهه نیست |  | شعر من وحی من و دیوان من، قرآن مَن   |
| مُردهٔ من بی کفن از فقر باید شد بخاک   |  | با خدای خویش این است آخریم پیمان مَن |
| بی تأمل خانه بر فرقش فرو می‌آورم      |  | گر گذارد نعمت دنیا قدم در خوان مَن   |
| جایم اندر سینهٔ اهل خرد خواهد نمود    |  | من اگر گشتم فنا، اشعار جاویدان مَن   |

### کمال الملک
سنگ نوشته قبر کمال الملک با جمله «هو الحی الذی لایموت» شروع می‌شود.
آرامگاه شادروان محمد غفاری کمال الملک. تولد اواخر شوال المکرم ۱۲۶۴ ه‍.ق درگذشت یکشنبه ۱۳ رجب المرجب ۱۳۵۹ ه‍.ق مطابق ۲۷ خرداد ماه ۱۳۱۹ شمسی.

### یعقوب علی شورورزی
سنگ نوشته قبر یعقوبعلی شورورزی با جمله «انا لله و انا الیه راجعون» آغاز می‌شود.
آرامگاه ابدی شادروان پهلوان حاج یعقوبعلی شورورزی فرزند عباسعلی. تولد ۱۳۰۲ فوت ۱۳۷۸
| به هرجا ناتوان دیدی توان باش |  | به سود مردم خامش زبان باش    |
| به زیر پای بی دستان زمین شو  |  | به چشم زورمندان آسمان باش    |
| ستم کش را اگر دیدی بر آشوب   |  | ستمگر را چو مشتی بر دهان باش |
| یتیمی را به مهری شادمانکن    |  | گل بی باغبان را باغبان باش   |
| چو افتد بر جبینت خط پیری     |  | مکن افسردگی در دل جوان باش   |
| تو عمری در هوای خویش بودی    |  | زمانی هم به فکر دیگران باش   |

### فریدون گرایلی
سنگ نوشته قبر فریدون گرایلی با جمله «انا لله و انا الیه راجعون» آغاز می‌شود.
سرای ابدی ادیب و شاعر توانا، پژوهشگر و تاریخ‌نگار نیشابور «شهر قلمدان‌های مرصع» زنده یاد: استاد فریدون گرایلی که پس از ۴۰ سال خدمت به فرهنگ و ادب این دیار در تاریخ ۱۳۷۹/۷/۱۴ آن انیس قلم جام وصال نوشید و بسوی حق شتافت و آثار گرانبهایی به یادگار گذاشت:آخرین سروده استاد:
| قلم در دست من می‌رقصد از شوق  |  | مرا آورده امشب بر سر ذوق   |
| قلم بر روی کاغذ اشک ریزیم    |  | من و تو با ستمگر می‌ستیزیم  |
| خدا در شأن تو نون والقلم گفت |  | بنابراین مشو با اهرمن جفت  |
| قلم در وصف خود آیا شنیدی     |  | که بالاتر زخون هر شهیدی    |
| قلم تو شاهدی شب‌های بسیار     |  | فریدون تا سحرگه بود بیدار  |
| پی تحقیق تاریخ نشابور        |  | فراهم کرده هر چه بود مقدور |
| به عهد خویش دیدی وفا کرد     |  | به نیشابور دینش را ادا کرد |
| تو میدانی قلم من پاک پاکم    |  | اگر روزی گذر کردی به خاکم  |
| به سنگ گور من بنویس این مرد  |  | زخدمت لحظه‌ای غفلت نمی‌کرد   |
| فریدون رنج بسیاری کشیده      |  | کنون آسوده اینجا آرمیده    |

## کتیبه‌های نوین
حدیث سلسلةالذهب یکی از گونه‌های جدید کتیبه‌ها در نیشابور است. حدیث سلسلة الذهب، حدیثی است که از علی بن موسی الرضا به هنگام ورودش به نیشابور نقل شده و عده کثیری آن را نوشته‌اند و به زبان عربی است. متن کامل این حدیث:
عن إسحاق بن راهویه قال لما وافی أبو الحسن الرضا ع نیسابور فأراد أن یرحل منها إلی المأمون اجتمع إلیه أصحاب الحدیث فقالوا له یا ابن رسول‌الله ترحل عنا و لا تحدثنا بحدیث نستفیده منک و کان قد قعد فی العماریة فاطلع رأسه و قال سمعت أبی موسی بن جعفر یقول سمعت أبی جعفر بن محمد یقول سمعت أبی محمد بن علی یقول سمعت أبی علی بن الحسین یقول سمعت أبی الحسین بن علی یقول سمعت أبی علی بن أبی طالب یقول سمعت رسول‌الله ص یقول سمعت جبرئیل یقول سمعت الله عز و جل یقول لا إله إلا الله حصنی فمن دخل حصنی أمن من عذابی فلما مرت الراحلة نادی بشروطها و أنا من شروطها.